# روح الله حسينيان
حجة الإسلام روح الله حسينيان (28 أكتوبر 1955 في شيراز - 25 أغسطس 2020 في طهران )، هو سياسي إيراني. خدم في وزارة الاستخبارات والأمن القومي الإيرانية وفي أبريل 2007 تم تعيينه من قبل الرئيس محمود أحمدي نجاد كمستشار أمني للرئيس. 